# 黑森足球协会联赛
黑森足球协会联赛（德語：Fußball-Verbandsliga Hessen，在2008年以前称为黑森州级联赛）是黑森足球协会辖下的第二级足球赛事，并自2008-09赛季起成为德国足球联赛系统的第六级赛事。它由北部、中部和南部三个赛区组成。

## 历史
黑森协会联赛成立于1965年，作为黑森足球协会层面的第二级联赛和德国足球联赛系统的第四级赛事，它是以群组联赛的名义取代了当时的业余乙级联赛（2. Amateurliga）成为黑森业余甲级联赛的下级供给联赛。群组联赛的三个赛区冠军可以直接升入业余甲级联赛，三个赛区亚军则需要与业余甲级联赛的第15名球队参加附加赛以争夺另一个升级名额。
黑森群组联赛于1978年更名为黑森州级联赛。随着1994年重新恢复地区联赛，州级联赛只能降为联赛系统的第五级。在黑森足球协会于2008年2月23日召开的特别大会中，正式决定将州级联赛更名为协会联赛。由于同年还引入了德丙联赛，使得协会联赛进一步沦落至德国第六级联赛，但在黑森州仍是仅次于黑森联赛的第二级联赛。

## 历年冠军
一般情况下，协会联赛各赛区的冠军可以直接升入该州顶级的黑森联赛（至2008年称为黑森高级联赛以及至1978年称为黑森业余甲级联赛）。在1993-94赛季的地区联赛重设后至2006-07赛季的德丙联赛新设前，所有亚军亦可直接升级。直至2007-08赛季末，黑森足球协会还有一个传统规定，即冠军若是由一个俱乐部的二队或业余队夺得，则亚军——如果其为一个俱乐部的一线队，亦可从赛区升级。
自1994-95赛季起，黑森足协设立了一项升、降级附加赛，供当时黑森州级联赛的三个亚军和黑森高级联赛的一个代表参加。通过这项附加赛，每年可获得的高级联赛参赛名额亦是不同的，从1个至3个不等。在2005年至2008年之间，它成为了一个纯粹的升级附加赛，因为只有州级联赛的三个亚军参与名额争夺。
下表列出了自1965年以来每个协会联赛的冠军得主：
| 年份         | 赛区             | 赛区                    | 赛区                  |
| 年份         | 北部             | 中部                    | 南部                  |
| 群组联赛冠军 | 群组联赛冠军     | 群组联赛冠军            | 群组联赛冠军          |
| ------------ | ---------------- | ----------------------- | --------------------- |
| 1966         | 赫尔曼尼亚卡塞尔 | 哈瑙93                  | 红白法兰克福          |
| 1967         | 黑森卡塞尔业余队 | 米尔海姆维多利亚踢球者  | 阿海尔根04            |
| 1968         | 欣费尔德         | 瑙恩海姆06              | 比尔斯塔特            |
| 1969         | 赫尔曼尼亚卡塞尔 | 霍赫施塔特              | 和睦法兰克福业余队    |
| 1970         | 鲍纳塔尔         | FSV比斯霍夫斯海姆       | 日耳曼尼亚威斯巴登    |
| 1971         | 黑森卡塞尔业余队 | 奥芬巴赫踢球者业余队    | 威斯巴登              |
| 1972         | 鲍纳塔尔         | 巴特洪堡                | 大盖劳                |
| 1973         | 和睦格罗森里特   | 迪伦堡                  | 哈瑙93                |
| 1974         | 卡塞尔体育       | 卡斯特06                | 施普伦德林根1906      |
| 1975         | 赫尔曼尼亚卡塞尔 | 小林登                  | 新伊森堡03            |
| 1976         | 奥林匹亚卡塞尔   | 维多利亚辛德林根        | 哈瑙93                |
| 1977         | 施雷克斯巴赫     | 赫希斯特01              | 维多利亚格里斯海姆    |
| 1978         | 贝格斯豪森       | 维多利亚辛德林根        | 斯塔肯堡黑彭海姆      |
| 州级联赛冠军 |                  |                         |                       |
| 1979         | 齐根海因         | 卡斯特06                | 埃格尔斯巴赫          |
| 1980         | 巴特索登         | 和睦海格尔              | 巴特洪堡              |
| 1981         | 黑森黑斯费尔德   | 维多利亚辛德林根        | 迪特斯海姆            |
| 1982         | 卡塞尔03         | 威斯巴登                | 埃尔巴赫              |
| 1983         | 施雷克斯巴赫     | 乌尔格斯                | 红白法兰克福          |
| 1984         | 黑森卡塞尔业余队 | 巴滕贝格                | 奥芬巴赫踢球者业余队  |
| 1985         | 黑森黑斯费尔德   | 马尔堡1860              | 斯塔肯堡黑彭海姆      |
| 1986         | 和睦鲍纳塔尔     | 威斯巴登                | 红白法兰克福          |
| 1987         | 卡塞尔03         | 赫希斯特01              | 巴特洪堡              |
| 1988         | 赫尔曼尼亚卡塞尔 | 巴滕贝格                | 红白瓦尔多夫          |
| 1989         | 黑森卡塞尔业余队 | 韦恩                    | 埃格尔斯巴赫          |
| 1990         | 普鲁士富尔达     | 马尔堡1860              | 维多利亚格里斯海姆    |
| 1991         | 维林根           | 乌尔格斯                | 埃格尔斯巴赫          |
| 1992         | 诺伊基兴         | 马尔堡1860              | 巴特菲贝尔            |
| 1993         | 洛费尔登         | 赫希斯特01              | 默伦巴赫              |
| 1994         | 鲍纳塔尔         | 林堡19                  | 前进法兰克福          |
| 1995         | 黑森卡塞尔业余队 | 吉森                    | 贝恩巴赫1919          |
| 1996         | 布霍尼亚弗利登   | 巴滕贝格                | 劳恩海姆07            |
| 1997         | 施泰因瑙         | 下利德巴赫              | 小卡尔本              |
| 1998         | 阿斯巴赫         | 埃德贝格兰              | 巴特洪堡              |
| 1999         | 鲍纳塔尔         | 马尔堡                  | 奥芬巴赫踢球者业余队  |
| 2000         | 费尔马尔         | 瓦卢夫                  | 克罗地亚法兰克福      |
| 2001         | 布霍尼亚弗利登   | 沃尔斯多夫              | 比尔斯塔特            |
| 2002         | 黑森卡塞尔       | 瓦尔德吉尔梅斯          | 和睦瓦尔德-米谢尔巴赫 |
| 2003         | 欣费尔德         | FSV布劳恩费尔斯         | 维多利亚格里斯海姆    |
| 2004         | 施瓦姆施塔特     | 瓦尔德吉尔梅斯          | 维多利亚阿沙芬堡      |
| 2005         | 瓦滕巴赫         | 施泰因巴赫1926          | 布鲁克贝尔            |
| 2006         | 普鲁士富尔达     | 乌尔格斯                | 贝恩巴赫1919          |
| 2007         | 洛费尔登         | 韦恩威斯巴登二队        | 日耳曼尼亚上罗登      |
| 2008         | 费尔马尔         | 和睦施塔特阿伦多夫      | 奥芬巴赫踢球者二队    |
| 协会联赛冠军 |                  |                         |                       |
| 2009         | 施瓦姆施塔特     | 马尔堡                  | FSV法兰克福二队       |
| 2010         | 许斯特费尔德     | 和睦韦茨拉尔            | 红白达姆施塔特        |
| 2011         | 洛费尔登         | 哈达马尔                | 于格斯海姆            |
| 2012         | 欣费尔德         | FSV布劳恩费尔斯         | 维多利亚格里斯海姆    |
| 2013         | 勒内尔兹         | 威斯巴登                | 塞利根斯塔特体育之友  |
| 2014         | 施瓦姆施塔特     | TSV施泰因巴赫           | 比尔斯塔特            |
| 2015         | 普鲁士富尔达     | 条顿瓦岑伯恩-施泰因贝格 | 黑森德赖艾希          |
| 2016         | 施泰因巴赫       | 维多利亚克尔斯特尔巴赫  | 维多利亚乌尔贝拉赫    |

1. ↑  布赖登巴赫（德语：FV Breidenbach）根据黑森足协关于俱乐部二线队的规定而作为亚军自动升级。
2. ↑  米尔海姆维多利亚踢球者（德语：Kickers Viktoria Mühlheim）在争夺冠军的季后赛中以3比0战胜瑙恩海姆06（德语：TuS 06 Naunheim）。
3. ↑  霍夫海姆09（德语：SV 09 Hofheim）根据黑森足协关于俱乐部二线队的规定而作为亚军自动升级。
4. ↑  和睦格罗森里特（德语：GSV Eintracht Baunatal）根据黑森足协关于俱乐部二线队的规定而作为亚军自动升级。
5. ↑  阿斯拉尔（德语：VfB Aßlar）根据黑森足协关于俱乐部二线队的规定而作为亚军自动升级。
6. ↑  黑森黑斯费尔德（德语：SG Hessen Hersfeld）在争夺冠军的季后赛中分别以0比1不敌赫尔曼尼亚卡塞尔（德语：Hermannia Kassel）和2比0战胜施雷克斯巴赫（德语：VfB Schrecksbach）。
7. ↑  迪特斯海姆（德语：SpVgg Dietesheim）在争夺冠军的季后赛中以2比1战胜格罗斯奥海姆06（德语：VfB 06 Großauheim）。
8. ↑  普鲁士富尔达（德语：Borussia Fulda）根据黑森足协关于俱乐部二线队的规定而作为亚军自动升级。
9. ↑  哈瑙93（德语：FC Hanau 93）根据黑森足协关于俱乐部二线队的规定而作为亚军自动升级。
10. ↑  巴特索登（德语：SG Bad Soden）根据黑森足协关于俱乐部二线队的规定而作为亚军自动升级。
11. ↑  默伦巴赫（德语：SV Mörlenbach）在争夺冠军的季后赛中2比2战平前进法兰克福（德语：FV Progres Frankfurt），凭借点球大战以4比3获胜。
12. ↑  亚军彼得斯贝格（德语：RSV Petersberg）由于地区联赛作为第三级赛事的复办而同样获得了增加的升级资格。
13. ↑  亚军赫尔博恩80（德语：FC 80 Herborn）由于地区联赛作为第三级赛事的复办而同样获得了增加的升级资格。
14. ↑  亚军维多利亚阿沙芬堡由于地区联赛作为第三级赛事的复办而同样获得了增加的升级资格。
15. ↑  黑森卡塞尔业余队（英语：KSV Hessen Kassel II）在争夺冠军的季后赛中通过加时赛以1比0战胜巴特索登（德语：SG Bad Soden）。
16. ↑  巴特索登（德语：SG Bad Soden）根据黑森足协关于俱乐部二线队的规定而作为亚军自动升级。
17. ↑  维林根（德语：SC Willingen）通过附加赛升级。
18. ↑  乌尔格斯（德语：RSV Würges）通过附加赛升级。
19. ↑  比尔斯塔特（英语：VfR Bürstadt）通过附加赛升级。
20. ↑  于格斯海姆（德语：TGM SV Jügesheim）通过附加赛升级。
21. ↑  FSV布劳恩费尔斯（德语：FSV Braunfels）通过附加赛升级。
22. ↑  日耳曼尼亚霍尔巴赫（德语：Germania Horbach）根据黑森足协关于俱乐部二线队的规定而作为亚军自动升级。
23. ↑  埃尔茨豪森（德语：SV Erzhausen）通过附加赛升级。
24. ↑  埃施博恩（德语：1. FC Eschborn）通过附加赛升级。
25. ↑  于格斯海姆（德语：TGM SV Jügesheim）通过附加赛升级。
26. ↑  洛费尔登（德语：FSC Lohfelden）通过附加赛升级。
27. ↑  日耳曼尼亚上罗登（德语：Germania Ober-Roden）通过附加赛升级。
28. ↑  费尔马尔（德语：OSC Vellmar）通过附加赛升级。
29. ↑  拜仁阿尔策瑙（德语：FC Bayern Alzenau）通过附加赛升级。
30. ↑  FSV布劳恩费尔斯（德语：FSV Braunfels）通过附加赛升级。
31. ↑  和睦韦茨拉尔（德语：Eintracht Wetzlar）根据黑森足协关于俱乐部二线队的规定而作为亚军自动升级。
32. ↑  红白法兰克福（德语：Rot-Weiss Frankfurt）通过附加赛升级。
33. ↑  亚军欣费尔德（德语：Hünfelder SV）由于德丙联赛作为第三级赛事的复办而同样获得了增加的升级资格。
34. ↑  黑森卡塞尔业余队（英语：KSV Hessen Kassel II）通过附加赛升级。
35. ↑  亚军埃施博恩（德语：1. FC Eschborn）由于德丙联赛作为第三级赛事的复办而同样获得了增加的升级资格。
36. ↑  亚军维多利亚乌尔贝拉赫由于德丙联赛作为第三级赛事的复办而同样获得了增加的升级资格。
37. ↑  SVA巴特黑斯费尔德（德语：SVA Bad Hersfeld）通过附加赛升级。
38. ↑  许斯特费尔德在赛季末提出申请破产保护程序，并放弃升级。亚军布霍尼亚弗利登（德语：SV Buchonia Flieden）被宣布为升班马。[2]
39. ↑  FCA达姆施塔特（德语：1. FCA Darmstadt）通过附加赛升级。
40. ↑  维多利亚阿沙芬堡通过附加赛升级。
41. ↑  艾德斯海姆（德语：FC Eddersheim）通过附加赛升级。
42. ↑  埃德贝格兰（德语：FC Ederbergland）通过附加赛升级。
43. ↑  比尔斯塔特（英语：VfR Bürstadt）放弃升级并自愿降入县高级联赛。亚军奥伯拉德05（德语：Spvgg 05 Frankfurt-Oberrad）被宣布为升班马。[3]
44. ↑  红白法兰克福（德语：Rot-Weiss Frankfurt）通过附加赛升级。
45. ↑  埃德贝格兰（德语：FC Ederbergland）通过附加赛升级。
46. ↑  红白达姆施塔特（德语：Rot-Weiß Darmstadt）通过附加赛升级。